# Claude Birenbaum
Claude Birenbaum (* 21. November 1954 in Luxemburg) ist ein ehemaliger luxemburgischer Fußballtorwart.
Birenbaums Heimatverein war Aris Bonneweg. Später spielte er noch für Alliance Düdelingen. Am 9. Mai 1980 stand er beim Spiel der luxemburgischen Fußballnationalmannschaft gegen Südkorea (3:2) im Rahmen des Mara Halim Cups in der Startelf. Es blieb sein einziges Länderspiel.